# 米高·奧利華
米高·奧利華（英語：Michael Oliver，1985年2月20日—），英格蘭足球球證，出身於諾森伯蘭郡阿兴顿，現時為英超執法球證。

## 黑哨爭議
2015年1月車路士對利物浦的賽事中，因未有察覺到接連踐踏和而遭到批評。
同年3月曼聯對阿仙奴的足總盃賽事，在奥利弗认为迪馬利亞插水，判罰他一面黃牌後，迪馬利亞打算上前理論，無心之下拉了奥利弗的衣服，而奥利弗隨即再罰一面黃牌，爭議地將他逐出場，曼聯無辜打少一人。
2017–18年歐洲冠軍聯賽半準決賽第二回合皇家马德里主场与尤文图斯的比赛，奥利弗被指派为主裁判。前一回合皇家马德里客场3比0取胜。第二回合比赛临近尾声时，客队尤文图斯3比0领先，奥利弗认定尤文图斯后卫贝纳蒂亚禁区内犯规，判给主队一个点球。不满点球判罚而上前与奥利弗交涉的客队门将随即被奥利弗红牌罚下。凭借这个点球，皇家马德里在比赛最后阶段扳回一球，晋级下一轮。
歐冠半準決賽後緊接的一場英超聯賽，奧利華再度引發爭議，韋斯咸共有3個入球被判無效，最終僅與史篤城賽和1:1。
18–19年英超聯賽利物浦5:1大破阿仙奴的賽事中，上半場7分鐘，利物浦翼鋒動手锁喉襲擊。球證奧利華看在眼內，但未有按例對這記惡劣報復行為判罰紅牌，僅給予口頭警告。

## 佚聞
奧利華的妻子露西也是足球裁判。2015年8月阿森纳女足与雷丁女足的比赛，露西担任主裁判，奧利華到场观赛。比赛中，助理裁判意外受伤，球场广播询问是否有人可以充任助理裁判，奧利華起身应答，于是他与妻子同场执法完成了这一场比赛。

## 外部連結
英超球證